# Leonardo Rolón
Leonardo Gabriel Rolón (Rosário, 19 de janeiro de 1995), conhecido por Leonardo Rolón, é um futebolista argentino que joga como volante ou lateral direito. Atualmente joga pelo Club Atlético Mitre.

## Carreira
Rolón começou a sua carreira nas categorias de base do Vélez Sársfield e estreou profissionalmente em 2013, no empate por 1 a 1 com o All Boys. Fez parte do time que foi campeão da Supercopa Argentina.

## Vida pessoal
Leonardo Rolón é irmão gêmeo do ex-atacante do Santos Futebol Clube, Maxi Rolón, que faleceu em 2022 em um acidente automobilístico.

## Títulos
Vélez Sársfield
- Supercopa Argentina: 2013

Emelec
- Campeonato Equatoriano: 2015

Seleção Argentina
- Campeonato Sul-Americano Sub-20: 2015